# Коваленко, Константин Анатольевич
Константин Анатольевич Коваленко (укр. Костянтин Анатолійович Коваленко; род. 23 ноября 1989, Киев) — украинский журналист и общественный деятель, автор журналистских расследований. В 2012 году был похищен в г. Бердичев за огласку фактов подкупа избирателей.

## Биография
Родился 23 ноября 1989 году в городе Киев. В 2007 году окончил школу-лицей № 240 в Оболонском районе. Внук Героя Советского Союза Цыбульского Николая Степановича. В 2011 году окончил Киевский национальный университет имени Тараса Шевченка по специальности журналистика. Также заочно окончил Киевский университет права при Национальной академии наук Украины, специальность правоведение. Член международной молодежной организации AIESEC.
Карьеру журналиста начал с 2006 года в газете «Украинский футбол». С 2008 года журналист отдела новости телеканал Первый Национальный, журналист медиа-группы ГолосUA. C 2013 года журналист УНН и УНИАН.
Активный участник заседаний Киевсовета. Критиковал действия Леонида Черновецкого и его команды на посту Киевского городского председателя.

## Скандал с похищением
Во время парламентских выборов 2012 года Коваленко проводил расследование в 63 избирательном округе с центром в городе Бердичев (Житомирская область). Обнаружил и зафиксировал факт массового подкупа избирателей кандидатом на пост Народного депутата Украины Николаем Николаевичем Петренко (тогдашний советник Премьер-министра Украины). В ночь на 16 октября журналист был похищен неизвестными и избит. После попытки разглашения информации в СМИ Константин Коваленко подвергся второму нападению неизвестных прямо на улице. После того, как факт подкупа избирателей и избиение журналиста набрал огласки в СМИ, на сайте КМУ 19 октября появилось распоряжение тогдашнего Премьер-министра Украины Николая Азарова об увольнении Петренко с поста советника по вопросам АПК, подписанное 15 октября (за 1 день до похищения журналиста). Сам Петренко факт своего причастия к избиению комментировать отказался.